# Huxleyia habooba
Huxleyia habooba is een tweekleppigensoort uit de familie van de Manzanellidae. De wetenschappelijke naam van de soort is voor het eerst geldig gepubliceerd in 2012 door Oliver & Taylor.